# 1,4-二(溴甲基)苯
1,4-二(溴甲基)苯是一种有机化合物，化学式为C8H8Br2。它可由对苯二甲醇和三溴化磷反应得到。它和叠氮化钠在二甲基亚砜中反应，得到1,4-二(叠氮甲基)苯。它和胺反应，可以得到双子型（Gemini）季铵盐。